# Дрізд-короткодзьоб канадський
Дрізд-короткодзьоб канадський(Catharus bicknelli) — вид горобцеподібних птахів родини дроздових (Turdidae). Поширений на сході Північної Америки. Наукова назва bicknelli вшановує німецького натураліста Юджина Пінтарда Бікнелла (1859—1925).

## Поширення
Птах розмножується в південно-східному Квебеку та морських провінціях Канади, а також у східному Нью-Йорку та північній частині Нової Англії в США. Восени мігрує вздовж узбережжя, щоб зимувати в Домініканській Республіці (особливо Сьєрра-де-Баоруко та Кордильєра-Сентраль), а також зустрічається на Гаїті, Пуерто-Рико (майже повністю на високих висотах у Центральній Кордильєрі, на сході Куби та в Блакитних горах Ямайки.

## Опис
Птах завдовжки приблизно 17 см і вагою від 26 до 30 г. Має оливково-коричневий верх із злегка червонуватим хвостом. Нижня сторона біла з сірими боками. Сіро-коричнева грудка має темніші плями. Інші особливості включають рожеві ноги, сірі щоки та сірі кола під очима.